# Station Banavie
Banavie is een station van de National Rail aan de West Highland Line in het dorp Banavie in Schotland. Het station is eigendom van Network Rail en wordt beheerd door ScotRail. 